# Harry Martinson
Harry Martinson (Jämshög, 6 maggio 1904 – Stoccolma, 11 febbraio 1978) è stato uno scrittore e poeta svedese.
Nel 1949 venne eletto membro dell'Accademia Svedese. Nel 1974 gli venne conferito il Premio Nobel per la letteratura, insieme al connazionale Eyvind Johnson. La scelta per Eyvind Johnson e Harry Martinson fu molto controversa poiché entrambi erano membri della stessa Accademia che assegnava i premi; insieme a Graham Greene, Saul Bellow e Vladimir Nabokov, erano i favoriti di quell'anno.

## Biografia
Martinson nacque a Jämshög, nella contea svedese di Blekinge, nella parte sud-est della Svezia. Quando era ancora molto giovane perse entrambi i genitori e per questo divenne un figlio adottivo. A sedici anni, Martinson scappò via e si arruolò su una nave dove passò gli anni successivi viaggiando per tutto il mondo, visitando paesi come Brasile ed India.
Pochi anni dopo, alcuni problemi polmonari lo costrinsero a ritornare sulla terraferma in Svezia. Gli anni seguenti li passò a girare la Svezia senza avere un lavoro stabile, vivendo per alcuni periodi come un vagabondo. A ventun anni venne arrestato a Malmö per vagabondaggio.
Nel 1929 fece il suo debutto come poeta: insieme a Artur Lundkvist, Gustav Sandgren, Erik Asklund e Josef Kjellgren, è stato l'autore dell'antologia Fem unga (Cinque giovani), che introdusse il modernismo svedese. La sua poesia era una combinazione di sguardo intelligente e amore per la natura e di un umanesimo profondamente sentito. Il successo come romanziere arrivò con il libro semi-autobiografico Nässlorna blomma (Le ortiche fioriscono), nel 1935, che parlava degli stenti affrontati da un ragazzo nella campagna: il libro, da allora è stato tradotto in più di 30 lingue. Nel 1956 pubblicò il fortunato poema Aniara, che narra uno sfortunato viaggio dell'umanità a bordo di un'astronave.
Si suicidò al Karolinska Hospital di Stoccolma aprendosi lo stomaco con un paio di forbici.
Il centesimo anniversario della sua nascita è stato celebrato in tutta la Svezia nel 2004.

## Opere
Titoli in italiano o in inglese nei libri noti.
Romanzi:
- Vägen till Klockrike (La strada per Klockrike)
- Nässlorna blomma (Le ortiche fioriscono)
- Vägen ut (The Way Out)

Saggi:
- Svärmare och harkrank
- Midsommardalen
- Det enkla och det svåra
- Utsikt från en grästuva
- Verklighet till döds
- Den förlorade jaguaren
- Resor utan mål (Viaggi senza meta)

Poemi:
- Spökskepp
- Nomad
- Passad (Trade Wind)
- Cikada
- Aniara
- Gräsen i Thule
- Vagnen
- Dikter om ljus och mörker
- Tuvor

Radioteatro:
- Gringo
- Salvation
- Lotsen från Moluckas

Rappresentazioni teatrali:
- Tre knivar från Wei

Salmi:
- De blomster som i marken bor